# HGM (High Gear Music)
HGM (High Gear Music) är ett svenskt skivbolag från Värmland som startades 2005. Dess juridiska namn är EBP Music som idag används på bolagets förlagsdel. HGM var ursprungligen en skivetikett på bolaget men har numer blivit dess arbetsnamn. På bolaget finns ytterligare en etikett BAR (Burning ASS Records). Bolaget har släppt skivor med bl.a. Dökött, Lars Eriksson, Norma Bates, von Dunkel och Hellbilly Boys, den sistnämnda i samarbete med skivbolaget Killer Cobra. Bolaget ägs till 100% av Birger Pettersson Wiik och har distributionsavtal med  SoundPollution och Phonofile Norge.

## Diskografi
- The Soulshake Express - The Soulshake Express (HGM001)
- The Soulshake Express / Opel - The Borderline Session
- VA - 777
- Perry and the travelers - Streetlight
- Norma Bates - Bow Down (singel)
- Kompisarnas Kapell - Bomans Slakteri (Burning ass records)
- Kompisarnas Kapell - Tack (Burning ass records)
- Hellbilly Boys - Hellbilly Boys (med Killer Cobra)
- Dökött - Årets album
- Lars Eriksson - Rust and golden dust
- Joseph Toll and the Escapades
- Lars Eriksson - Inconcequencia
- Dunkel - Det är som mörkast innan becksvart (JAV001)
- Eternal of Sweden - Chapter 1
- Lars Eriksson - Magic life (singel)
- Dökött - Best of Dökött (Burning ass records)
- Lars Eriksson - Hey ho, the road is long (singel)
- Marcus Olsson - Outsider
- Lars Eriksson - Dictions and contradictions
- Dökött - Sommar (Burning ass records)
- Filip Hjert - Great Run (Burning ass records)
- Feskekörka Prayers - In i dimman (Burning ass records)
- Bolshevikings - In Sweden everything is forbidden (Finos)
- Daniel Boyacioglu - No hit wonder (nyutgivning 2013)
- DLK - De motvilliga konstnärerna